# Winchester Street 19, 21

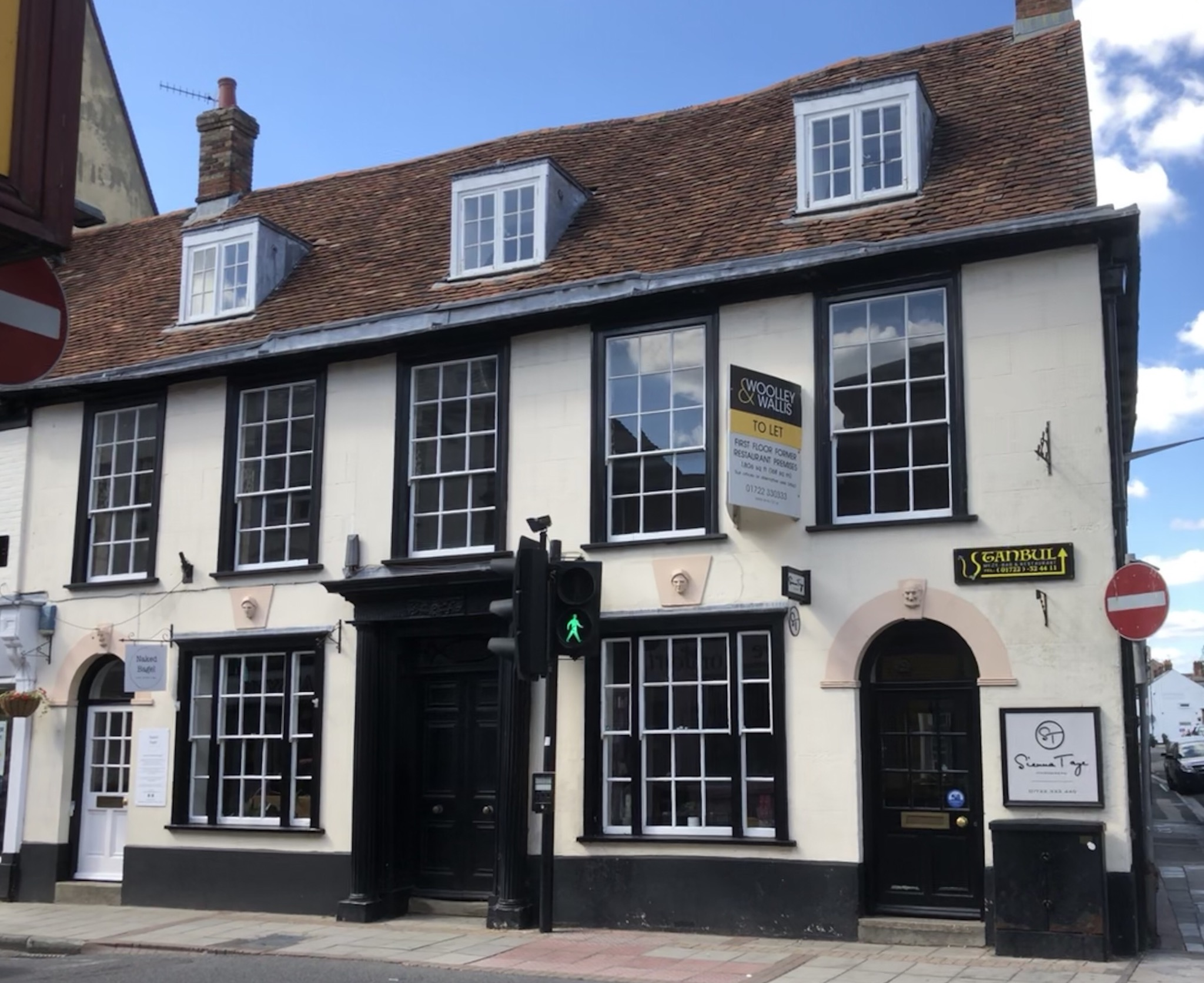
Winchester Street 21, Blick von Südosten, 2019

Das Gebäude Winchester Street 19, 21 ist ein denkmalgeschütztes Haus in Salisbury in England.

## Lage
Es befindet sich im Ortszentrum von Salisbury in einer Ecklage auf der Nordseite der Winchester Street. Unmittelbar östlich des Hauses mündet die Rollestone Street ein.

## Architektur und Geschichte
Das zweigeschossige verputzte Haus geht auf die Zeit um das Jahr 1500 zurück. Umbauten erfolgten im 17. Jahrhundert und um 1800. Die links befindliche Hausnummer 19 erhielt später im Erdgeschoss ein modernes Schaufenster. Zur Nummer 21 bestehen auf der Südseite drei Eingänge, wobei der mittlere Eingang repräsentativ als doppelflügelige, sechsfeldrige Holztür mit ovalem Oberlicht gestaltet ist. Flankiert wird die Tür von dorischen Säulen. Der Ostgiebel des Hauses weist zur Rollestone Street. Auf der rechten Seite des Flügels an der Rollestone Street befindet sich eine weitere Tür. Am Giebel sind zwei Rondelle angeordnet. 
Das Gesims des Hauses ist flach ausgebildet. Auf dem Dach befinden sich zur Südseite ausgerichtet vier, nach Osten zwei Dachgauben. Das Dach des Flügels entlang der Winchester Street stammt in Teilen noch aus der Zeit um 1500. Die Dachkonstruktion entlang der Rollestone Street stammt aus dem 17. Jahrhundert.
Als denkmalgeschützt wird es seit dem 28. Februar 1952 geführt und wird als besonders bedeutendes Bauwerke von allgemeinem Interesse in der Kategorie Grad II* der englischen Denkmalliste geführt.
Im Gebäudeinneren befindet sich eine aus dem 17. Jahrhundert stammende Eichenholztreppe, die vom ersten Obergeschoss zum Dachboden führt.